# FCウニヴェルシタテア・クラヨーヴァ
Uクラヨーヴァ1948（U Craiova 1948）は、ルーマニア・クラヨーヴァを本拠地とするサッカークラブチーム。リーガ1優勝4回、カップ戦優勝6回を誇る古豪。近年は育成を重視し、有望な若手を輩出している。

## 歴史
クラヨーヴァにおけるサッカーの歴史は、クラヨーヴァン・クラヨーヴァ (Craiovan Craiova)とロヴィネ・グリヴィタ・クラヨーヴァ (Rovine Grivita Craiova)が結成された1921年まで遡ることができる。
1940年に両クラブが合併し、FCクラヨーヴァが誕生。1942-43年シーズンにはリーガ1を制したが、第二次世界大戦の最中だったのでルーマニアサッカー連盟は公認しなかった。
1948年、遂に教員と学生の後押しでウニヴェルシタテア・クラヨーヴァが誕生した。

### クラヨーヴァの絶頂期
1982-83年シーズンは、クラブ史上最高の成績を収めた。コンスタンティン・オチェット(Constantin Oţet)とニコラエ・イヴァン(Nicolae Ivan)のもと、UEFAカップでルーマニアのクラブとしては初となる準決勝進出を果たした。前シーズンイタリアセリエA2位のフィオレンティーナ、フランスのジロンダン・ボルドー、西ドイツのカイザースラウテルンを下し、準決勝では、過去にUEFAチャンピオンズカップを2度制したポルトガルのベンフィカと対戦した。2戦とも引き分けに終わり、ベンフィカがアウェー戦で得点したため決勝進出を果たせなかった。
イリエ・バラチ、ロディオン・カマタルだけでなくシュテファネスク、クリシャン、ゲオルガウ、ルングといったUEFAカップ1982-83準決勝に出場した選手はクラヨーヴァ・マクシマ(Craiova Maxima)と呼ばれるようになった。

### 1991年以降のクラブ
ソリン・カルトゥが監督に就任しルーマニア・カップを制した1991年以降、ディヴィジアAの中位クラスのクラブに成り下がり、かつてのパフォーマンスが見られなくなった。2004-05年シーズン終了後クラブ史上初となる2部降格を味わったものの、1年で1部復帰を果たした。
2011年7月、ルーマニアサッカー連盟はクラブの財政に問題があるとして、一時資格停止処分としたが、2012年5月に追放され、2014年9月に正式に破産宣告を受け、クラブは一度消滅した。2017年にクラブは再結成され、4部リーグへ所属することとなった。

## クラブ名の遍歴
- 1948年 CSUクラヨーヴァ (Clubul Sportiv Universitar Craiova) として創立。
- 1950年 シュティンツァ・クラヨーヴァ (Ştiinţa Craiova) に改名。
- 1966年 CSウニヴェルシタテア・クラヨーヴァ (CS Universitatea Craiova) に改名。
- 1992年 FCウニヴェルシタテア・クラヨーヴァ (FC Universitatea Craiova) に改名。

## タイトル

### 国内タイトル
- リーガ2 : 1回

2005-06
- リーガ3 : 1回

2019-20
- リーガ4 – ドルジュ県 : 1回

2017-18
- クパ・ロムニエイ : 1回

1992-93
- クパ・ロムニエイ – ドルジュ県 : 1回

2017-18

### 国際タイトル
- なし

## 過去の成績
| シーズン  | リーグ                  | 順位 | クパ・ロムニエイ |
| --------- | ----------------------- | ---- | ---------------- |
| 1991-92   | ディヴィジアA           | 4位  | 準決勝敗退       |
| 1992-93   | ディヴィジアA           | 3位  | 優勝             |
| 1993-94   | ディヴィジアA           | 2位  | 準優勝           |
| 1994-95   | ディヴィジアA           | 2位  | 準決勝敗退       |
| 1995-96   | ディヴィジアA           | 4位  | ベスト32         |
| 1996-97   | ディヴィジアA           | 11位 | 準決勝敗退       |
| 1997-98   | ディヴィジアA           | 8位  | 準優勝           |
| 1998-99   | ディヴィジアA           | 13位 | ベスト16         |
| 1999-2000 | ディヴィジアA           | 13位 | 準優勝           |
| 2000-01   | ディヴィジアA           | 8位  | ベスト16         |
| 2001-02   | ディヴィジアA           | 7位  | ベスト32         |
| 2002-03   | ディヴィジアA           | 7位  | ベスト32         |
| 2003-04   | ディヴィジアA           | 4位  | ベスト32         |
| 2004-05   | ディヴィジアA           | 16位 | 準決勝敗退       |
| 2005-06   | ディヴィジアB (セリア2) | 1位  | ベスト16         |
| 2006-07   | リーガI                 | 9位  | ベスト16         |
| 2007-08   | リーガI                 | 9位  | ベスト32         |
| 2008-09   | リーガI                 | 7位  | ベスト16         |
| 2009-10   | リーガI                 | 13位 | 準々決勝敗退     |
| 2010-11   | リーガI                 | 15位 | 準々決勝敗退     |
| 2013-14   | リーガII                | 12位 | ベスト32         |
| 2017-18   | リーガIV (DJ)           | 1位  |                  |
| 2018-19   | リーガIII (セリア3)     | 2位  |                  |
| 2019-20   | リーガIII (セリア4)     | 1位  | ベスト32         |
| 2020-21   | リーガII                | 1位  | ベスト32         |
| 2021-22   | リーガI                 | 10位 | ベスト16         |
| 2022-23   | リーガI                 | 7位  | 準々決勝敗退     |
| 2023-24   | リーガI                 | 16位 | 準々決勝敗退     |

## 歴代監督
- ヴィクトル・ピツルカ 1994-1995, 2010-2011
- エメリック・イェネイ 1996
- ラモン・アレサンコ 1997-1998
- ミルチェア・レドニク 2004-2005
- アウレル・ツィクレアヌ 2010, 2011
- ニコロ・ナポリ 2011
- ラウレンツィウ・レゲカンプ 2010, 2011
- シルヴィウ・ルング 2011
- アドリアン・ムトゥ 2021

## 歴代所属選手
- イリエ・バラチ 1972-84
- ロディオン・カマタル 1974-86
- ゲオルゲ・ポペスク
- クリスティアン・キヴ
- ロベルト・ヴァンチャ
- オビデュ・ブルカ
- アウレリアン・コスミン・オラロイ
- ガブリエル・ポペスク
- パベル・バデア
- 三原廣樹
- フローリン・コステア 2006-2011